# Maria på Kvarngården
Maria på Kvarngården är en svensk dramafilm från 1945 i regi av Arne Mattsson. I huvudrollerna ses Viveca Lindfors och Edvin Adolphson.

## Handling
Maria står inför rätta för mord på sin man. Nu börjar historien om hur hon träffade Birger Jern och kom till hans familjegård Kvarngården.

## Om filmen
Filmen hade Sverigepremiär i Uppsala den 15 januari 1945. Stockholmspremiär dagen därpå på biograf Astoria. Filmen har visats vid ett flertal tillfällen i SVT.

## Rollista i urval
- Viveca Lindfors – Maria Holgersson
- Edvin Adolphson – Birger Jern, godsägare
- Irma Christenson – Birgit Jern, hans syster
- Linnéa Hillberg – Barbro, husföreståndarinna
- Åke Grönberg – Jakob Svensson, dräng
- Ernst Eklund – major Lundgren
- Henrik Schildt – Erik Lundgren, författare
- Guje Lagerwall – Karin
- John Botvid – John Gröndahl, urmakare
- Signe Lundberg-Settergren – Signe Gröndahl, hans hustru
- Rune Carlsten – försvarsadvokat
- Åke Claesson – domare
- Willy Peters – åklagare
- Anders Nyström – Nils, Marias son
- Axel Högel – präst
- Ingrid Arehn – Maj, hembiträde hos Lundgren